# Tettau (Adelsgeschlecht)

Wappen derer von Tettau

Die Familie der Herren und Freiherren von Tettau ist ein noch blühendes Adelsgeschlecht, das einen gemeinsamen Ursprung mit den Grafen  Kinsky von Wchinitz und Tettau hat. Es stammt aus Böhmen und erwarb Besitzungen in Preußen und im Vogtland.

## Stammfolge
Die Wappenfarben rot-silber deutet auf den fränkischen Ursprung der Familie hin, die sich über Schlesien und Böhmen über ganz Mitteleuropa verbreitete. Aus der Ehe Albrecht Tettauers von Tettau und Kinsky mit Eliska Wanczuriana de Rzehnicz (tschechisch Eliška Vančurová z Řehnic) gingen die beiden Söhne Hans und Erhard hervor. Während Hans von Tettau auf Sandlack, Sißlack, Dublien bei Rastenburg und Schönbruch und seine Nachfahren umfangreiche Ländereien in Preußen besaßen, waren die Nachfahren dessen Bruders Erhard im Vogtland ansässig. Mit seiner Frau Dorothea von Waldsen (Waldstein?) zeugte dieser die beiden Söhne Apel, der die Güter Syrau und Kauschwitz kaufte, und Anselm von Tettau auf Ober- und Unterlosa, Planschwitz, Bösenbrunn und Mechelgrün. Wilhelm, der jüngste Sohn Apels von Tettau erwarb Mitte des 15. Jahrhunderts die Herrschaft Schwarzenberg im Erzgebirge, die bis zum Verkauf an den sächsischen Kurfürsten Johann Friedrich I. 1533 im Besitz der Familie blieb.

## Wappen
Das Wappen ist von Rot und Silber mit drei Spitzen geteilt. Seit dem Ende des 16. Jahrhunderts zeigt es in Rot drei vom linken Schildesrand ausgehende, abwärts gebogene silberne Wolfszähne. Auf dem Helm mit rot-silbernen Decken steht ein offener, rechts roter und links silberner Adlerflug.
Eine Familiensage beschreibt die Entstehung des Wappens wie folgt: Anfang des 10. Jahrhunderts habe der junge böhmische Edelmann Hynko von Tettau an einer Treibjagd auf Wölfe in Posen teilgenommen und eine Prinzessin vor angreifenden Wölfen gerettet, indem er ihnen mit einem Streich die Köpfe abgeschlagen habe. Die Prinzessin habe ihm daraufhin den Ritterschlag erteilt und ihm bestimmt, als sein Wappen drei Wolfszähne im roten Felde zu führen.

## Bekannte Familienmitglieder
- Karl Tettauer von Tettau, 1594 Komtur im Souveränen Malteserorden auf Schloß Mailberg in Niederösterreich
- Hans Eberhard von Tettau (1585–1653), kurbrandenburg.-preuß. Geheimer Hofrat
- Georg Abel von Tettau (1618–1677), kurbrandenburg.-preuß. Geheimer Hofrat
- Hans Dietrich von Tettau (1620–1687), kurbrandenburg.-preuß. Geheimer Hofrat
- Julius Ernst von Tettau (1644–1711), General-Feldzeugmeister
- Johann Georg von Tettau (1650–1713), preuß. Generalleutnant
- Dietrich von Tettau (1654–1730), preuß. Geheimer Etats- und Kriegsminister
- Friedrich von Tettau (1664–1748), preuß. Geheimer Hofrat
- Daniel von Tettau (1670–1709), preuß. Generalmajor
- Abel Friedrich von Tettau (1688–1761), russ. Generalleutnant u. Oberkommandant von Archangelsk[1]
- Carl Dietrich von Tettau (1690–1770), preußischer Steuer-, Land- sowie  Kriegs- und Domänenrat[2]
- Ernst Dietrich von Tettau (1716–1766), preuß. Etats- und Kriegsminister
- Wilhelm Sigismund von Tettau (1717–1797), preußischer Capitain und Landrat
- Carl Ernst Alexander von Tettau (1776–1831), preuß. Regierungsrat[3]
- Wilhelm von Tettau (1804–1894), dt. Jurist, Regierungsrat und Historiker
- Alfred von Tettau (1810–1893), Fideikommissbesitzer u. Mitglied des Deutschen Reichstags
- Otto von Tettau (1868–1946), dt. Generalleutnant
- Wilhelm von Tettau (1872–1929), dt. Architekt
- Georg von Tettau (1837–1930), dt. Landwirt und Präsident des Provinziallandtages, Obermarschall im ehem. Königreich Preußen, Ehren-Kommendator d. Johanniterordens
- Hans von Tettau (1888–1956), dt. General der Infanterie